# Blohm & Voss Bv P.193
De Bv P.193 is een project voor een aanval en duikbommenwerper dat werd ontwikkeld door de Duitse vliegtuigbouwer Blohm und Voss.

## Ontwikkeling
Dit project was grotendeels gelijk aan de Bv P.192. De plaats van de vloeistofgekoelde Junkers Jumo 213A-lijnmotor was gelijk gebleven. Hij was dit keer echter voorzien van een duwpropeller die via een lange as werd aangedreven. De propeller was achter de staartsectie aangebracht. De radiatoren waren in de voorrand van de vleugels geplaatst, vlak naast de romp.
Het richtingsroer was onder de rompachterkant aangebracht om zo voor bescherming van de propeller te zorgen tijdens de start en landing. De voorkant van de vleugel was weer recht uitgevoerd en de achterrand had een pijlstand naar voren.
De bewapening bestond uit twee 30mm-MK103-kanonnen in de vleugels en twee 20mm-MG151/20-kanonnen in de zijkanten van de rompneus. De lopen van de kanonnen in de vleugels staken een groot deel voor de vleugelrand uit. De bommenlading bestond uit 1.000 kg aan bommen of mijnen. Deze lading werd extern vervoerd.
De cockpit bevond zich in de rompneus en was van een druppelkap voorzien. Er was een neuswiellandingsgestel toegepast. Het neuswiel werd achterwaarts in de rompneus opgetrokken, het hoofdlandingsgestel binnenwaarts in de vleugels.
- Spanwijdte: 11,40 m.
- Lengte: 10,30 m.
- Vleugeloppervlak: 20 m²
- Startgewicht: 5.700 kg

- Maximumsnelheid: 570 km/uur op 7.000 m, 480 km/uur op zeehoogte
- Stijgsnelheid: 10,8 m/sec op zeehoogte, 5,5 m/sec op 7.000 m